# Terremoto dello Yunnan del 2011
Il terremoto dello Yunnan del 2011 è stato un terremoto di magnitudo 5,4 che si è verificato il 10 marzo 2011 alle 12:58 con epicentro nello Yunnan, in Cina, nei pressi del confine birmano. 
A seguito del terremoto almeno 27 persone hanno perso la vita e 250 sono rimaste ferite. 
Si sono susseguite sette scosse di assestamento, la più intensa delle quali di magnitudo 4.7. 
Il sisma ha fatto evacuare circa 127.000 persone in rifugi vicini. 
Nei due mesi precedenti più di 1.000 scosse minori avevano colpito la regione.